# Ofioglòssides
Les ofioglòssides (Ophioglossidae) són una subclasse de plantes vasculars sense llavors de la classe Polypodiopsida (falgueres), segons la classificació consensuada el 2016 pel PPG. És equivalent a la classe Psilotopsida en classificacions anteriors, com ara la de Smith et al. (2006). La subclasse conté dos ordres, Psilotales i Ophioglossales, la relació dels quals va ser confirmada per estudis de filogenètica molecular. Conte 92 espècies.

## Característiques
Les psilotals tenen rizomes en lloc d'arrels reals, i les arrels d'Ophioglossales no tenen ni ramificacions ni pèls radiculars. Els gametòfits d'ambdós ordres són heteròtrofs i sovint subterranis, obtenint nutrients de les micorrizes en lloc de la llum. La fotosíntesi es produeix exclusivament a l'esporòfit.

## Taxonomia
Segons el Grup de Filogènia de Pteridofits (2016), les ofioglòssides són una de les quatre subclasses de Polypodiopsida (falgueres) i conté dos ordres, dues famílies, 12 gèneres i aproximadament 129 espècies.

## Filogènia
Les relacions entre els dos ordres, Psilotales i Ophioglossales, van ser confuses durant molt de temps i només van ser clarificades per estudis moleculars.
El cladograma següent mostra una probable relació filogènica entre la subclasse Ophioglossidae i les altres subclasses de Polypodiopsida. Les tres primeres subclasses, petites, de vegades es coneixen informalment com a falgueres eusporangiades, en contrast amb la subclasse més gran, Polypodiidae o falgueres leptosporangiades.
|  | Ophioglossidae                                               |
|  |                                                              |
|  | \| \| Marattiidae \| \| \| \| \| \| Polypodiidae \| \| \| \| |
|  |                                                              |
|  | Marattiidae                                                  |
|  |                                                              |
|  | Polypodiidae                                                 |
|  |                                                              |

|  | Marattiidae  |
|  |              |
|  | Polypodiidae |
|  |              |

|  | Ophioglossidae                                               |
|  |                                                              |
|  | \| \| Marattiidae \| \| \| \| \| \| Polypodiidae \| \| \| \| |
|  |                                                              |
|  | Marattiidae                                                  |
|  |                                                              |
|  | Polypodiidae                                                 |
|  |                                                              |

|  | Marattiidae  |
|  |              |
|  | Polypodiidae |
|  |              |